# ییندریخوف (ناحیه برونتال)
ییندریخوف (به چکی: Jindřichov) یک منطقهٔ مسکونی در جمهوری چک است که در شهرستان برونتال واقع شده‌است. ییندریخوف ۳۴٫۷ کیلومتر مربع مساحت و ۱٬۴۲۵ نفر جمعیت دارد و ۳۲۷ متر بالاتر از سطح دریا واقع شده‌است.